# Putovičko Polje
Putovičko Polje je naseljeno mjesto u gradu Zenici, Federacija Bosne i Hercegovine, BiH.
Nalazi se kod lakta rijeke Bosne, blizu rudnika ugljena.

## Stanovništvo

### 1991.
Nacionalni sastav stanovništva 1991. godine, bio je sljedeći:
ukupno: 893
- Muslimani - 447 (50,06%)
- Srbi - 413 (46,25%)
- Hrvati - 1 (0,11%)
- Jugoslaveni - 29 (3,24%)
- ostali i nepoznato - 3 (0,33%)

### 2013.
Nacionalni sastav stanovništva 2013. godine, bio je sljedeći:
ukupno: 361
- Bošnjaci - 359 (99,45%)
- ostali, neopredijeljeni i nepoznato - 2 (0,55%)